# Gare de Meursault
Gare de Meursault vasútállomás Franciaországban, Meursault településen.

## Vasútvonalak
Az állomást az alábbi vasútvonalak érintik:
- Párizs–Marseille-vasútvonal

## Kapcsolódó állomások
A vasútállomáshoz az alábbi állomások vannak a legközelebb:
- Gare de Beaune
- Gare de Chagny